# 2587 Gardner
2587 Gardner (1980 OH) là một tiểu hành tinh vành đai chính được phát hiện ngày 17 tháng 7 năm 1980 bởi Bowell, E. ở Flagstaff (AM).